# Koch

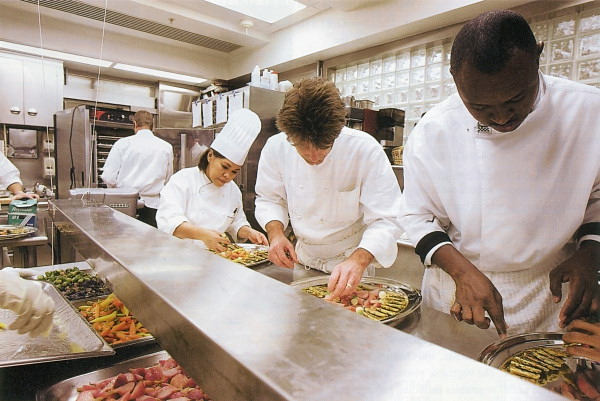
Köche bereiten kalte Platten vor.

Koch (Mehrzahl Köche; weiblich Köchin) ist die Berufsbezeichnung für eine Person, die Speisen zubereitet. Es ist ein Ausbildungsberuf in Deutschland, Österreich, Südtirol und der Schweiz.

## Ausbildung

### Deutschland
In Deutschland ist Koch ein Ausbildungsberuf, der normalerweise eine dreijährige Berufsausbildung erfordert. Die Arbeitsbezeichnung „Koch“ darf somit nur derjenige offiziell verwenden, der die Ausbildung bestanden hat. Als nicht geschützter Beruf darf jedoch jedermann die Tätigkeit ausüben, auch ohne Ausbildung – er darf sich aber allenfalls umgangssprachlich „Koch“ nennen, nicht offiziell. Zu beachten sind jedoch immer die Gesetze zur Lebensmittelherstellung und Lebensmittelverarbeitung. Auch ist der Gesundheitsausweis verpflichtend, wie für alle im Lebensmittelbereich Arbeitenden.
Für den Ausbildungsberuf Koch ist keine bestimmte schulische oder berufliche Vorbildung vorgeschrieben, er kann also beispielsweise auch ohne Hauptschulabschluss erlernt werden. Bei bestimmten Voraussetzungen (gute schulische Leistungen, Umschulung, Realschulabschluss, Abitur) ist auf Antrag eine Lehrzeitverkürzung möglich. Arbeitgeber und Berufsschule müssen dem zustimmen. In diesen drei Jahren, die in einem Betrieb und in der Berufsschule stattfinden, lernt man neben dem Kochen auch weitere wichtige organisatorische und kaufmännische Fertigkeiten und Kenntnisse, die mit der Küche zu tun haben. Wichtige Fächer für einen Koch sind zum Beispiel: Ernährungslehre, Warenkunde und Lagerhaltung sowie Hygiene.
Manche allgemeinbildenden Schulen verfügen über dieselben Einrichtungen und qualifiziertes Lehrpersonal wie Berufsschulen und Lehrwerkstätten in Ausbildungsbetrieben. Hierbei kann beispielsweise an einem Nachmittag pro Woche ausgebildet werden. Somit ist es möglich, mit erfolgreichen Projektarbeiten und zusätzlichem Fachunterricht nach dem Abitur und weiterer praktischer Tätigkeit die Gesellenprüfung abzulegen.
Da Koch kein Handwerksberuf ist, wachen die Industrie- und Handelskammern (IHK) über die geltende Ausbildungsordnung, die Kochausbildungsverordnung, im Gegensatz zu den verwandten Berufen des Bäckers und des Konditors, für die die Handwerkskammern zuständig sind. In der Gesamtzahl macht der Beruf des Kochs 39 Prozent aller abgeschlossenen Ausbildungsverträge in der Gastronomie aus.
Will ein Koch in seinem Beruf ausbilden, muss er eine Prüfung nach der Ausbilder-Eignungsverordnung erfolgreich ablegen. Darüber hinaus kann sich jeder Koch weiter spezialisieren; dazu gibt es verschiedene Möglichkeiten:
1. als Handwerksmeister in einem „benachbarten“ Beruf wie Bäcker,
2. als Fachmeister mit einer Meisterprüfung vor der IHK (genauer: Küchenmeister) oder
3. als Hotelbetriebswirt (genauer: Staatlich geprüfter Hotelbetriebswirt mit Ausbildereignung).

In großen Küchen leitet der Küchenchef ein Team von Köchen, sein Stellvertreter ist der Souschef. Ein Mietkoch kommt zum Auftraggeber nach Hause und kocht dort.

### Österreich
Die dreijährige Ausbildung erfolgt ebenfalls im dualen Ausbildungssystem an den entsprechenden Berufsschulen und bei Lehrbetrieben im Hotel- und Gastgewerbe, in Großküchen oder Kantinen. Nach dem Gesetz reicht in Österreich als schulische Voraussetzung die Absolvierung der neunjährigen Schulpflicht. Die meisten Bewerber haben jedoch eine Hauptschule und/oder Polytechnische Schule abgeschlossen.
Die Ausbildungsinhalte und Anforderungen ähneln denen in Deutschland sehr bzw. orientieren sich am Berufsbild. Österreichische Lehrlinge beenden die Ausbildung mit der Lehrabschlussprüfung, die sich aus einem praktischen und theoretischen Teil zusammensetzt. Der verwandte Lehrberuf Gastronomiefachmann kann mit verkürzter Lehrzeit absolviert werden. Viele berufsbildende Schulen in Österreich bieten Ausbildungen für Gastronomie an, die angerechnet werden können. Neben fachlichen Spezialisierungen können Köche in Österreich Ausbildungskurse zum Werkmeister für Bio- und Lebensmitteltechnologie belegen.

### Schweiz
In der Schweiz heißt die berufliche Grundbildung Koch EFZ (französisch Cuisinier CFC, italienisch Cuoco AFC). Die Ausbildung dauert drei Jahre. Einen Tag pro Woche besuchen angehende Köche die Berufsfachschule bzw. zweimal fünf Wochen pro Jahr Blockunterricht. Die überbetrieblichen Kurse nehmen 20 Tage auf 5 Semester verteilt ein. Zum Berufsfachschulunterricht gehört das fachspezifische Vertiefen einer Fremdsprache. Auf dem Koch EFZ baut die verwandte berufliche Grundbildung zum Diätkoch auf.

### Südtirol
In Südtirol dauert eine Ausbildung zum Koch 3 Jahre. Zugangsvoraussetzungen sind ein Alter von 15 - 24 Jahre sowie das Abschlussdiplom der Mittelschule. Lehrvertrag und praktische Ausbildung im Restaurant, Hotel- oder Gastbetrieb, der theoretische Blockunterricht erfolgt in der Berufsschule, dann der Abschluss der Ausbildung durch die Lehrabschlussprüfung. Anschließend besteht die Möglichkeit ein Spezialisierungsjahr zur Fachkraft für Nahrungsmittelgewerbe mit Schwerpunkt Patisserie (4. Jahr) zu besuchen. Weiterbildungsmöglichkeit ist eine Spezialisierung für die Diätküche, entsprechende Lehrgänge werden an der Hotelfachschule „Kaiserhof“ in Meran angeboten. Für eine selbstständige Tätigkeit und Eröffnung eines gastgewerblichen Betriebes ist eine entsprechende Befähigung notwendig über die Handelskammer in Bozen. In der Zweit- und Fremdsprache (Italienisch und Englisch) lernen die angehenden Köche die Zubereitung von Gerichten der klassischen, nationalen, internationalen, der regionalen und der traditionellen Südtiroler Küche, sowie den geschichtlichen, kulturellen und gesellschaftlichen Hintergrund der Entstehung Südtiroler Küche zu erläutern.

## Geschichte

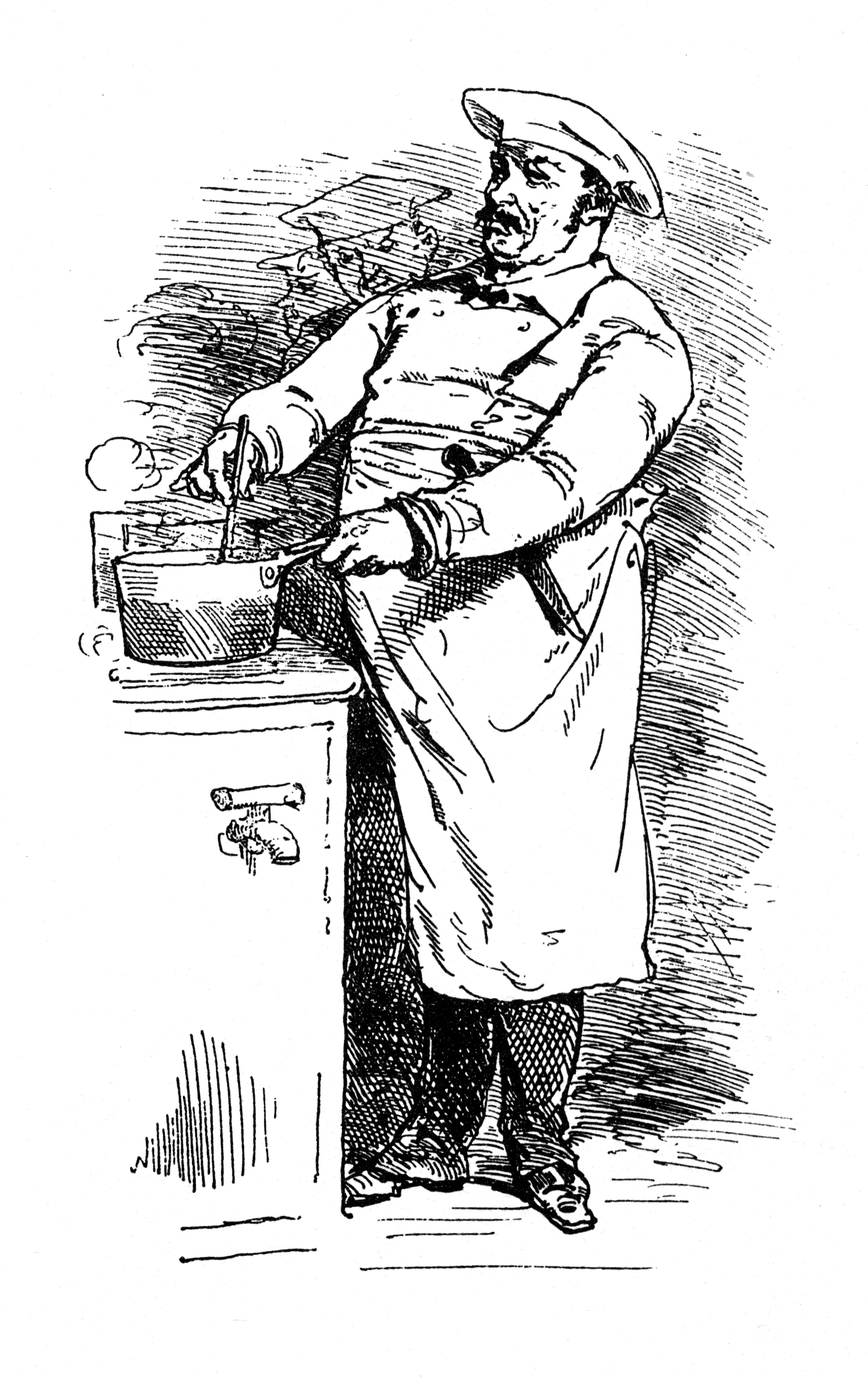
Ein Koch aus der zweiten Hälfte des 19. Jahrhunderts

Die Kunst des Kochs, aus Lebensmitteln durch Kochen, Braten, Dämpfen oder andere Verfahren möglichst schmackhafte, leicht verdauliche, nahrhafte und auch noch gesunde Speisen zu bereiten, hatte bereits in der Antike einen hohen Stand erreicht. Da nach antiker Sichtweise eine gute Ernährung unmittelbar mit der Gesundheit zusammenhing, arbeitete der Koch, bis ins 20. Jahrhundert seltener die Köchin, häufig mit Ärzten zusammen.
Die Kochkunst kam aus den asiatischen Ländern nach Griechenland und dann nach Italien. Unter den römischen Kaisern Augustus und Tiberius gab es bereits Schulen der Kochkunst. Im antiken Rom waren die Köche meistens in Kriegsgefangenschaft verschleppte Sklaven, vorzugsweise Griechen. Köche waren beliebt und teuer und man zahlte äußerst hohe Preise für gute Köche.
Im Mittelalter wurde die Küche besonders von den Klöstern gepflegt und weiterentwickelt. Eine Organisation der Köche in Zünften war im deutschsprachigen Raum nicht üblich. Belegt ist, dass Köche häufig den Zünften der Metzger angehörten. In Frankreich waren die Köche erst ab dem 16. Jahrhundert in eigenständigen Zünften mit entsprechenden Zunftordnungen organisiert. Die Hierarchie der Köche in (aristokratischen) Küchen des 16. Jahrhunderts unterschied (gemäß Marx Rumpolt) unter anderem den, dem Küchenmeister unterstehenden Mundkoch (als Oberkoch), der Unterköche und Küchenjungen befehligte, und den Einkäufer. Neuzeitliche Kochkunst stammt aus Italien (etwa seit dem 16. Jahrhundert) und wurde von dort aus durch Katharina von Medici nach Frankreich eingeführt, die bei ihrer Hochzeit mit Heinrich ihre eigenen Köche nach Frankreich mitnahm.
Am Hofe von Ludwig XIV. erreichte die Französische Küche ihre erste Blüte. Der bekannteste Küchenchef dieser Zeit war François Vatel, der sich selbst tötete, als er zu einem bestimmten Zeitpunkt nicht in der Lage war, adäquat für seine Herrschaft zu kochen. Mit dem Wegfall der grenzenlosen Ausgabenfreudigkeit des keinerlei Steuern zahlenden Adels und Königshofs durch die Französische Revolution mussten die Köche sich neue Einnahmequellen erschließen. Sie eröffneten Restaurants, in denen das wohlhabende Bürgertum verkehrte. Im 19. Jahrhundert erholte sich daher die französische Kochkunst von Revolution und Krisen. Die aufstrebende Bourgeoisie demokratisierte nach und nach mit Erfolgen und Rückschlägen auch die Küche.
Im 19. Jahrhundert professionalisierten sich die (französischen) Köche von Privat-zu (männlichen) Restaurantköchen, erklärten sich als Träger der bürgerlichen Kochkunst und definierten sich als Künstler der Kochkunst. In Frankreich unterschied man den cuisinier (Koch), der für die grande cuisine bürgerlicher Prägung zuständig war, von der cuisinière (Köchin), die meist im Bereich der privat-bürgerlichen Küche tätig war. Ab 1883 schlossen sich die Köche in Verbänden zusammen. Während vieler Jahrzehnte kamen die berühmtesten Köche häufig aus Frankreich. So sind Bocuse, die Gebrüder Troisgros, Marc Haeberlin allesamt Schüler von Fernand Point. Sie propagierten eine Küche, die frische, hochwertige Lebensmittel der Regionen des eigenen Landes in raffiniert arrangierte, wohlschmeckende Tafelfreuden verwandelte. Die Nouvelle Cuisine fußte auf ähnlichen Zutaten wie die Diätküche: Gemüse, gedünstetes Fleisch, wenig Fett. Schüler von Bocuse, wie zum Beispiel Eckart Witzigmann verbreiteten diese Lehre auch in Deutschland.

## Berufsbild
Nach der abgeschlossenen Berufsausbildung arbeitet der ausgelernte Koch auf verschiedenen Posten und kann sich im Laufe der Jahre auf ein Teilgebiet spezialisieren.

### Spezialisierungen
Die vier Hauptposten in der klassischen Küche sind:
- Entremetier
- Gardemanger
- Pâtissier
- Saucier

Das Aufgabenspektrum der vier Hauptküchenposten ist vielschichtig und kann bei großen Küchenbrigaden weiter unterteilt werden, so dass Spezialisierungen möglich und sinnvoll sind. Die weitere Postenuntergliederung ist abhängig von der Gastronomieart (Hotel, Restaurant oder Kantine), der Form des Speisenangebotes (Bankett, Buffet, à la Carte) und der Spezialisierungen (Gourmetrestaurant, Brauhaus, Fischgerichte).
- Boucher
- Hors d’œuvrier
- Legumier
- Poissonnier
- Potager (Suppenkoch)
- Rotisseur

Eine klassische Aufteilung ist wie folgt: Die Appetizer und Vorspeisen werden vom Gardemanger zubereitet. Als Küchen- oder Souschef mit Schwerpunkt auf den Hauptgängen ist der Saucier eingeteilt. Seine Zuarbeiten werden vom Entremetier übernommen. Das abschließende Dessert wird vom Pâtissier kreiert.
Eine weitere übliche Aufteilung der Küchenbrigade ist die Gleichstellung von Saucier und Poissonnier. Dieses ist dann der Fall, wenn gleichzeitig hochwertig Fisch und Fleisch zubereitet wird und die Garzeiten zu unterschiedlich sind. In diesem Beispiel kann sogar der Entremetier wegfallen, und die Postenchefs kochen ihre Beilagen selbst.

### Berufliche Stellung
In der Küchenhierarchie steht dem Küchenchef ein stellvertretender Küchenchef (Sous-Chef) zur Seite, welcher im Vertretungsfall einzelne Aufgaben von ihm übernimmt. Die weitere Küchenbrigade organisiert sich in einzelnen Küchenposten. Die Postenchefs (Chef de Partie) und die stellvertretenden Postenchefs (Demichef de Partie) verantworten als (Alt-)Gesellen ihren speziellen Aufgabenbereich innerhalb der Küche. Im Anschluss der Aufbauorganisation ist der fertig ausgebildete Jungkoch (Commis de Cuisine) und der Kochlehrling (Apprenti de la Cuisine).

### Aufstiegsqualifizierungen

#### Deutschland
Neben den Spezialisierungen kann der Koch seinen Beruf weiter mit Fortbildungen oder auch IHK-Aufstiegsfortbildungen ausstatten, wie zum:
- Diätkoch im Rahmen einer IHK-Aufstiegsfortbildung als Spezialisierung im Umgang mit ernährungsbedingten Krankheiten wie Diabetes Mellitus, Laktoseintoleranz, Osteoporose, Zöliakie u. a
- Küchenmeister im Rahmen einer IHK-Aufstiegsfortbildung für den Einsatz als Küchenleiter, Küchenchef oder Küchendirektor.
- Darüber hinaus berechtigt die erfolgreich abgeschlossene Ausbildung als Koch zum Besuch der Fachoberschule im Bereich Ernährung und Hauswirtschaft sowie zum Absolvieren der Qualifikation zum Fachwirt im Gastgewerbe oder Weiterbildung als Lebensmitteltechniker.

#### Schweiz
In der Schweiz gibt es im Rahmen der höheren Berufsbildung verschiedene Aufstiegsqualifizierungen für gelernte Köche.
Berufsprüfungen:
- Chefkoch
- Gastro-Betriebsleiter

Höhere Fachprüfungen (HFP)
- Dipl. Küchenchef
- Dipl. Leiter Gemeinschaftsgastronomie

Höhere Fachschule
- Dipl. Hôtelier/Restaurateur/HF

#### Südtirol
Aufstiegsmöglichkeiten der Südtiroler Köche:
- technische und praktische Leitung der Abteilung nach weiterer, durch die berufliche Befähigung erworbener Kompetenzentwicklung
- Küchenmeister
- Diätkoch.[9]

### Andere Einsatzgebiete
Außer in der Gastronomie sind Köche auch für private Auftraggeber tätig. Während Miet- und Wanderköche zeitlich begrenzt arbeiten, gehört ein Privatkoch zum Hauspersonal.

## Rezeption
- Lehrling der Zeit, Dokufiktion (2018)